# Ina Svenningdal
Ina Svenningdal, född 16 juni 1996, är en norsk skådespelerska. Svenningdal växte upp i Grorud. Hon spelar rollen som Chris Berg i dramaserien SKAM, som sänds på NRK. Hon går (2016) på Kunsthøgskolen i Oslo.